# Grube Centrum
Die Grube Centrum oder Zentrum oder  Vereinigte Centrum  war das bedeutendste und mit Abstand ergiebigste Steinkohle-Bergwerk im Eschweiler Kohlberg mit neun Förder- und sechs Kunstschächten.

## Geschichte der Grube
Napoléon Bonaparte belehnte 1802 die Familie Wültgens mit dem ganzen Kohlberg, der „Grube Centrum“ und der „Grube Birkengang“. Direktor war der Ingenieur Johann Heinrich Graeser. 1805 wurde sie von den Familien Wültgens und Englerth, später vom Eschweiler Bergwerksverein EBV, betrieben. Um 1850 deckte sie etwa 30 % der Gesamtförderkapazität des Aachener Reviers ab. Ihre größte Belegschaftsstärke wurde 1855 mit 1.348 Beschäftigten erreicht, und sie war zu dieser Zeit in Bezug auf Förderraten, Belegschaftsstärke und technische Ausrüstung das bedeutendste in Privatbesitz befindliche Steinkohlenbergwerk Deutschlands. Die höchste Jahresförderung mit rund 298.000 Tonnen wurde 1857 erreicht. 1860 erhielt die Grube eine Badeanstalt. 1865 betrug der Abbau etwas über 180.000 Tonnen Kohle. Am 28. Februar 1891 (andere Quelle: 1890) wurde der Betrieb endgültig eingestellt, womit auch der Pumpe-Sticher Bergbau endet.
Nach der Grube ist am Nordrand des Eschweiler Stadtwalds die Straße „Zentrum“ in Pumpe-Stich benannt. Dort standen mehrere Betriebsgebäude – Werkstätten und Schmiede, die nach Umbauarbeiten von 1914 bis 1924 wohnlich genutzt wurden. Sie wurden 1969 abgerissen und durch moderne Einfamilienhäuser ersetzt. Außerhalb der ebenfalls abgerissenen Umfassungsmauer wurden zehnstöckige Hochhäuser errichtet.

## Die Schächte

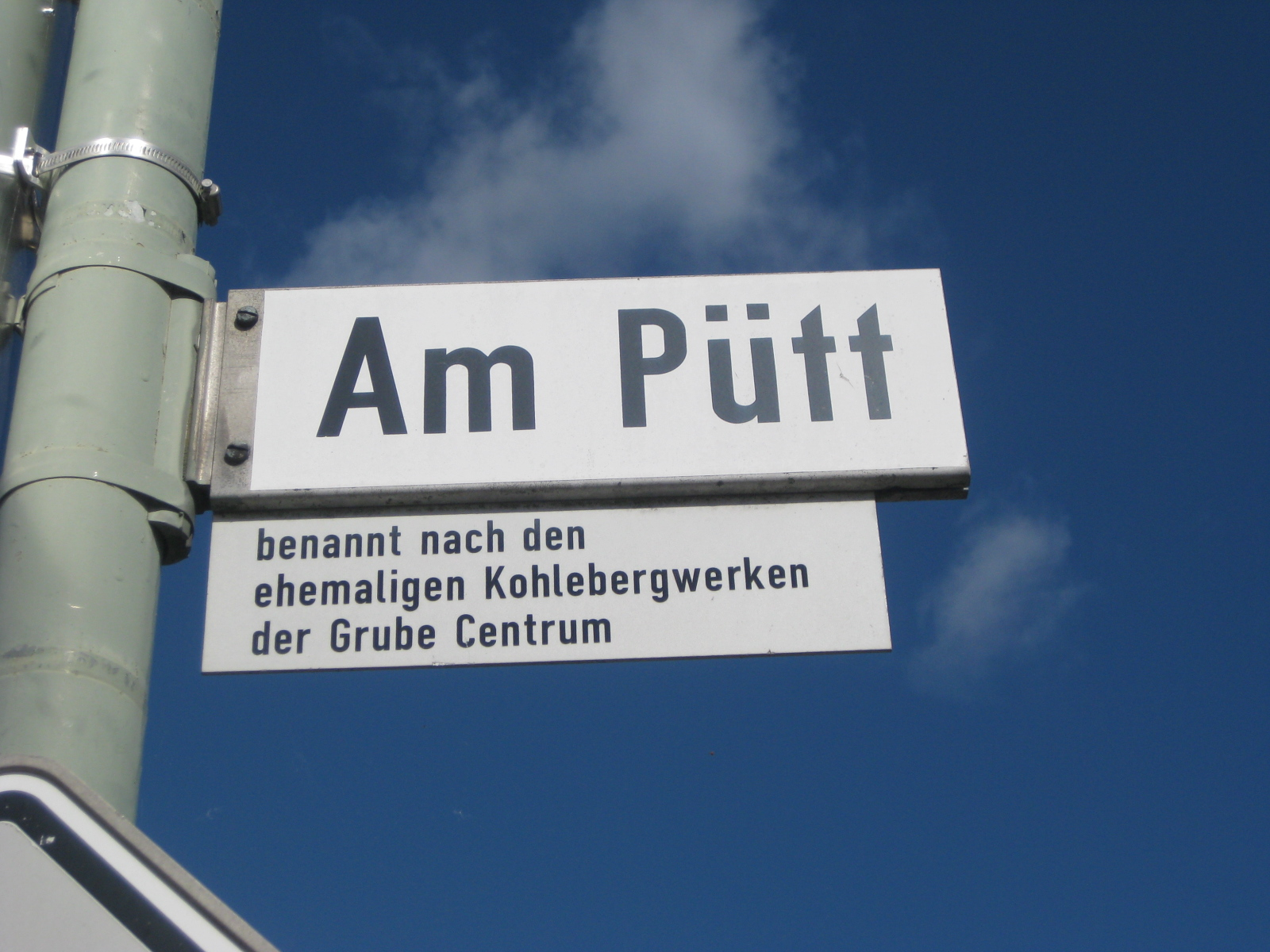
Straßenschild zur Grube Centrum

Die neun Förderschächte hießen „Altgroßkohl“, „Christine“, „Durchfahrt“, „Friedrich Wilhelm“, „Gyr“, „Kronprinz“, „Luise“ und „Wilhelmine“, und die sechs Kunstschächte waren „Dampfpumpe“, „Gerhard“, „Heinrich“, „Herrenkunst“, „Neugroßkohl“ und „Padtkohl“.
Der Förderschacht „Wilhelmine“ wurde nach Wilhelmine von Preußen (1774–1837) benannt. Er befand sich an der Ecke der 1902 nach dem Schacht benannten „Wilhelminenstraße“/„Am Schlemmerich“, war 375 m tief und bis 1875 in Betrieb.
Der 1760 erstmals erwähnte Schacht „Schlemmerich“, der bis 1891 Kohle förderte und nach dem gleichnamigen, bis an die Erdoberfläche reichenden Flöz benannt war, ist vermutlich identisch mit einem der Schächte „Christine“ oder „Wilhelmine“. Der Name wird erklärt mit schlammige, nicht harte Kohle. Auf diesen Schacht geht die 1950 erfolgte Benennung der Straße „Am Schlemmerich“ zurück.
Der Schacht „Luise“ trug ursprünglich den Namen „Ferdinand“, wurde jedoch umbenannt anlässlich eines Besuchs der Prinzessin Luise von Preußen (1838–1923), Großherzogin von Baden, in den Eschweiler Bergwerksbetrieben Aue, Ichenberg und Pumpe am 10. Juni 1856. Der „Weg zum Luisenschacht“ in der heutigen Siedlung Waldschule wurde 1902 in „Luisenstraße“ umbenannt.
Der preußische König Friedrich Wilhelm III. besuchte Eschweiler und die Pumpe-Sticher Industriegebiete am 2. November 1833 und am 10. Juni 1839. Nach ihm wurde der im Eschweiler Stadtwald liegende und bis 1873 in Betrieb befindliche Schacht „Friedrich Wilhelm“ benannt. 1902 wurde auch die „Friedrichstraße“ nach ihm benannt und dort mit dem Bau der Pfarrkirche St. Barbara begonnen.
Die Stichstraße „Im Padtkohl“ führt zum ehemaligen Standort des 1891 stillgelegten Schachts „Padtkohl“. Er hatte eine Teufe von 170 m und erschloss das gleichnamige Flöz. Zuletzt diente der Schacht als Kunstschacht zur Entwässerung der Grube „Centrum“. Der Kunstschacht wiederum wurde vom „Padtkohlgraben“ entwässert; er führt noch heute Grundwasser ab, zunächst unterirdisch und ab „Im Hasselt“ als offener Graben.
An den Schacht „Gerhard“ erinnert der Waldweg „Am Gerhardschacht“ im Stadtwald. Er ist die Verlängerung von „Im Padtkohl“ und kreuzt die östliche „Waldstraße“.
1857 wurde nach zehnjähriger Bauzeit das Maschinenhaus des Kunstschachts „Heinrich“ mit je einer 1.600 PS und 1.300 PS starken Dampfmaschine mit 18 Dampfkesseln vollendet. Ingenieur war Ernst Heinrich von Dechen. Nach ihm war der Schacht benannt, ebenso wie die drei Eschweiler Straßen „Am Heinrichsschacht“, „Heinrichsallee“ und „Heinrichsweg“. Auf diesen Schacht geht die Straßenbezeichnung „Kunstschacht“ zurück.
Der Schacht „Kronprinz“ wurde 1883 zusammen mit der „Grube Birkengang“ stillgelegt. Er wurde nach Kronprinz Friedrich Wilhelm benannt, der am 2. November 1833 auf einer Reise durch die Rheinprovinz auch Eschweiler besuchte.